# Days Turn Blue to Gray
«Days Turn Blue to Gray» es una canción de la banda estadounidense Machine Head. 

## Detalles
El título de la canción está sacado del álbum de 2003 y 2004 Through the Ashes of Empires. El sencillo solo estuvo disponible por correo a partir de UK o en los conciertos de Machine Head durante su gira por el Reino Unido en 2004. "Seasons Wither" no estaba disponible anteriormente fuera de América del Norte. "The Rage to Overcome" se tocó en la muestra del décimo aniversario de Burn My Eyes en Philadelphia, Pensilvania, por primera vez en más de cinco años.
- Datos: Q5243348